# Mauls

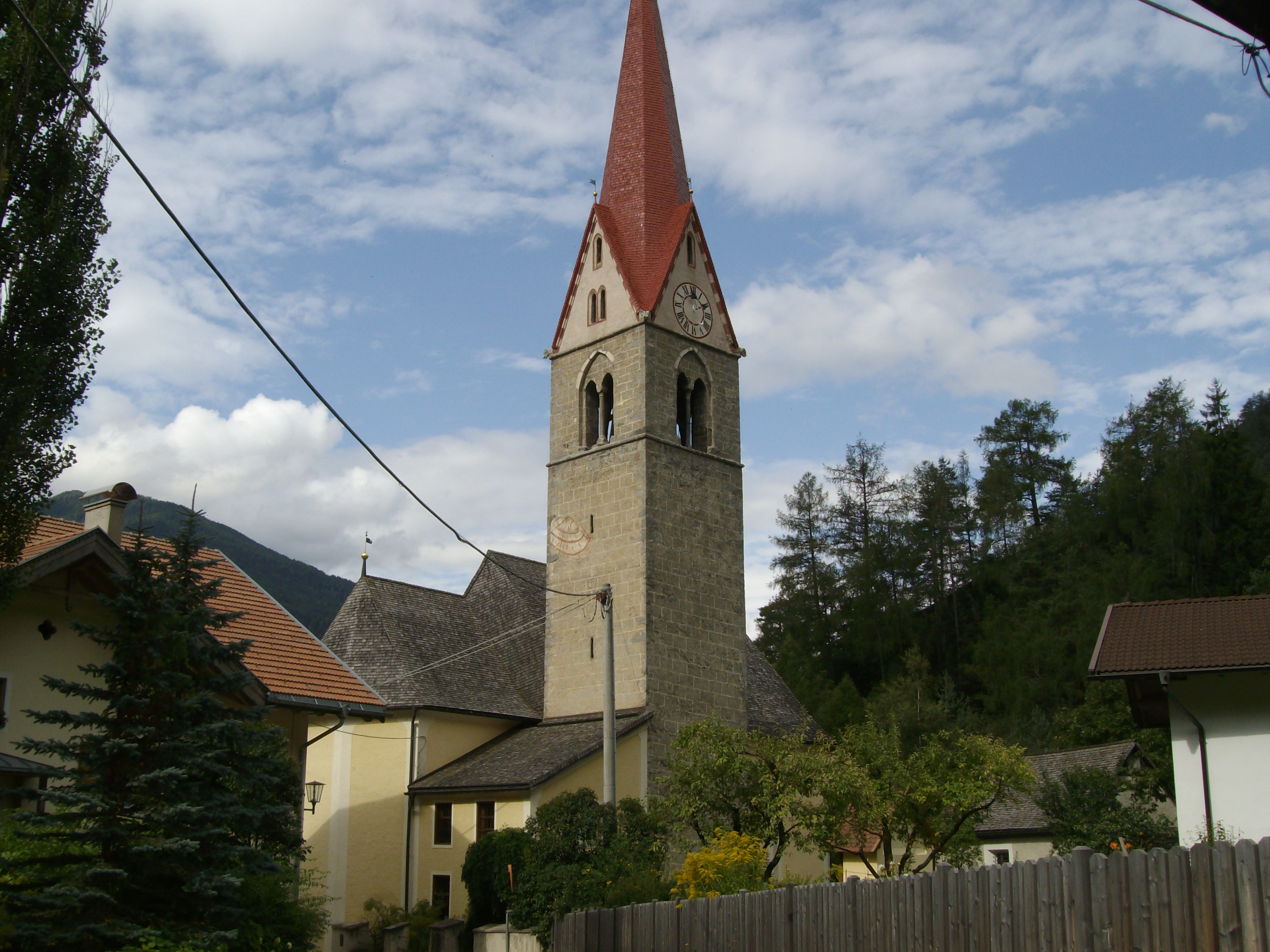
St. Oswald in Mauls

Mauls (italienisch Mules) ist ein Dorf in der Südtiroler Gemeinde Freienfeld, knapp südöstlich von Sterzing. Das Dorf befindet sich auf rund 950 m Höhe im Wipptal auf der orographisch linken Seite des Eisack. Es liegt am Ausgang des kurzen Maulser Tals, das von hier die westlichen Ausläufer der Pfunderer Berge erschließt, und wird vom Maulser Bach durchflossen. Der unterste Teil der Ortschaft liegt direkt an der Brennerstaatsstraße.
Aus der Gegend von Mauls sind Zeugnisse aus der Antike bekannt. 1589 wurde ein Mithras-Relief gefunden, die genauen Fundumstände sind allerdings unklar.
1637 kam der aufs 2. oder 3. Jahrhundert datierte Grabaltar einer Aurelia Ruf(f)ina hinzu. Mauls wird 985/990 als Mules erstmals erwähnt. Vermutlich auf das 13. Jahrhundert geht die Burganlage Welfenstein knapp nordwestlich der Ortschaft zurück. Die heutige Ortskirche St. Oswald wurde 1827–1829 erbaut. Das ehemals selbstständige Mauls wurde 1928 mit Stilfes und Trens zur heutigen Gemeinde Freienfeld fusioniert. An öffentlichen Einrichtungen bestehen ein Kindergarten und eine Grundschule für die deutsche Sprachgruppe.